# 聯合國法語日
聯合國法語日定於每年3月20日。該節日於2010年由聯合國新聞部設立，目的是爲了“慶祝多種語言以及文化的多樣性，也提倡在聯合國的工作語言中平等的使用這六種官方語言”。
該節日與法語國家國際日是同一日，“同時亦爲紀念法語國家組織成立40週年”。法語國家組織是一個致力於以法語推廣共同語言及人文價值的國際組織。

## 另見
- 法語
- 國際母語日
- 聯合國正式語文
- 法语国家及地区国际组织
- 法語國家國際日
- 聯合國中文日、聯合國英語日、聯合國阿拉伯語日、聯合國俄語日、聯合國西班牙語日、聯合國葡萄牙語日

## 外部鏈接
- UN French Language Day （页面存档备份，存于）